# Socorro (Mindoro oriental)
Socorro est une municipalité de la province du Mindoro oriental, aux Philippines.